# باگدیا
باگدیا (به لاتین: Bagdia) یک روستا در بنگلادش است که در استان باریسال و در ناحیه باریسال واقع شده است.